# Tempe (États-Unis)
Cette page contient des caractères spéciaux ou non latins. S’ils s’affichent mal (▯, ?, etc.), consultez la page d’aide Unicode.
Tempe (en anglais [tɛmˈpiː]) est une ville située dans la banlieue de Phoenix, dans l'État de l'Arizona, aux États-Unis.
Elle est reliée à Phoenix par un tramway appelé le Metro Light Rail, construit en 2008.

## Éducation
Tempe accueille le campus principal de l'université d'État de l'Arizona, l'une des plus grandes universités publiques des États-Unis (80 000 étudiants en 2018). L'université est également le premier employeur de la ville.

## Art
- Arizona State University Art Museum

## Sport
Les Sun Devils d'Arizona State défendent les couleurs de l'université d'État de l'Arizona dans les compétitions organisées par la NCAA. L'équipe de football américain des Sun Devils joue au Sun Devil Stadium (73 379 places) tandis que l'équipe de basket-ball évolue au Wells Fargo Arena (14 198 places).
Depuis 2017, Tempe accueille un tournoi de tennis professionnel dans la catégorie Challenger : le Tournoi de tennis Challenger de Tempe.

## Démographie
| 1880 | 1890 | 1900 | 1910  | 1920  | 1930  |
| ---- | ---- | ---- | ----- | ----- | ----- |
| 135  | 897  | 885  | 1 473 | 1 963 | 2 495 |

| 1940  | 1950  | 1960   | 1970   | 1980    | 1990    |
| ----- | ----- | ------ | ------ | ------- | ------- |
| 2 906 | 7 684 | 24 897 | 63 550 | 106 919 | 141 865 |

| 2000    | 2010    | - | - | - | - |
| ------- | ------- | - | - | - | - |
| 158 945 | 161 719 | - | - | - | - |

## Personnalités
- Lewis Arthur Tambs (1927-2017), ancien ambassadeur des États-Unis, est mort à Tempe.

### Source
- (en) Cet article est partiellement ou en totalité issu de l’article de Wikipédia en anglais intitulé « Tempe, Arizona » (voir la liste des auteurs).